# Ворошилова, Елена Викторовна
Елена Викторовна Ворошилова (род. 22 мая 1990, Ворота, Красноярский край) — российская регбистка, игрок клуба «Енисей-СТМ». Мастер спорта России (1 ноября 2016).

## Биография
До прихода в регби занималась лёгкой атлетикой: толканием ядра и метанием диска. В составе сборной Хакасии выступала на Всероссийской летней универсиаде (серебряный призёр второго этапа в Омске, 2012), летнем чемпионате СФО (серебряный призёр 2012 — ядро, бронзовый призёр 2012 — диск; чемпионка в обеих дисциплинах 2013 года). С 1 марта 2014 года выступает за клуб «Енисей-СТМ».
В 2015 году в составе сборной России по регби-7 участвовала в подготовке к этапу Мировой серии сезона 2014/2015 в Канаде. В составе сборной по регби-15 занимала трижды 3-е место на чемпионатах Европы.
Работает тренером по регби в школе №23 города Красноярск. Участвовала в организации и проведении Зимней Универсиады 2019 года.

## Достижения
- Серебряный призёр чемпионата России: 2015, 2016
- Финалистка Кубка России: 2015
- Бронзовый призёр чемпионата Европы (регби-15): 2014, 2015, 2016